# Igły (Jurkowice)
Igły (niem. Iggeln) – przysiółek wsi Jurkowice w Polsce, położony w województwie pomorskim, w powiecie sztumskim, w gminie Stary Targ. Wchodzi w skład sołectwa Jurkowice.
Wieś Egell została założona przez Prusa Sambange po nadaniu mu 19 sierpnia 1287 przez zakon krzyżacki pierwszego przywileju na tzw. pole Lupin. Niedługo potem przyjęła ona nazwę Egeln, a x XV wieku kolejno Tannfeld i Egel. Przed wybuchem wojny trzynastoletniej wieś stała się siedzibą rodu rycerskiego Loka (co najmniej do początku XVII wieku), w którego posiadaniu były też Budzisz i Chojty. W I Rzeczypospolitej Igły znajdowały się w województwie malborskim. Układ miejscowości był nieregularny, tworzony przez samorzutnie lokalizowane zagrody. W XVIII wieku Igły były w posiadaniu Wałdowskich. W XIX wieku liczyły stu kilkudziesięciu mieszkańców (w większości katolików). Wielu z nich musiało sprzedać ziemię pod budowę linii kolejowej między Malborkiem a Małdytami, która funkcjonowała w latach 1893–2000. Zachowały się nieliczne budynki i zdewastowany grobowiec z końca XIX wieku.
W latach 1945–1975 miejscowość administracyjnie należała do województwa gdańskiego, a w latach 1975–1998 do województwa elbląskiego.